# 黃明宗
黃華（1939年8月16日—），本名黃明宗，出生於基隆市。是台灣的政治人物，也是台灣獨立運動推動者，在中華民國政府戒嚴時期坐牢達二十三年。

## 個人簡歷
黃華於國民中學畢業後就因家庭變故而失學，1960年擔任國立台灣大學圖書館工友，並且開始接觸自由民主的思想；同年年底，黃華為長兄黃明潭參選基隆市議員助選，1961年參與中國自由黨組黨運動，結果被以《檢肅流氓條例》「甲級流氓」名義管訓達兩年半；黃華出獄後，又因與林水泉、顏尹謨等人組織台灣獨立運動組織，於1967年被以《懲治叛亂條例》叛亂罪逮捕，判處十年有期徒刑。1975年8月，黃信介、康寧祥、張俊宏等人創辦黨外運動政論雜誌《台灣政論》，黃華擔任副總編輯；結果1975年12月《台灣政論》被中華民國政府停刊。
1969年，黃華因全國青年團結促進會案，被依《懲治叛亂條例》叛亂罪判處有期徒刑十年。黃華出獄之後便與鄭南榕等人發起「台灣新國家運動」，並且於1988年10月發起「全島行軍」，進行全島演講、遊行活動，捲起一場旋雲；1990年1月3日，黃華又因倡導台灣獨立與提出「台灣建國時間表」，被檢察官以《懲治叛亂條例》「預備叛亂罪」提起公訴而入獄，引發社會反彈與民眾聲援。
1990年中華民國總統選舉期間，民主進步黨發起「1990年台灣總統民選運動」，提名黃華、吳哲朗為「台灣正副總統候選人」，以諷刺從未全面改選的第一屆國民大會票選中華民國總統的行為。
1991年，由於《懲治叛亂條例》的廢止與《中華民國刑法》第一百條的修正，黃華出獄，總共黃華在獄中的時間長達二十三年。黃華之後出任民主進步黨組織發展部主任、台灣國會辦公室主任、新世紀國會辦公室總顧問等職。2000年陳水扁當選總統後，黃華出任總統府國策顧問。2005年，黃華退出民進黨、加入台灣團結聯盟。
2011年7月10日，黃華與高金郎、劉重義等人另組台灣民族黨，並擔任黨主席，持續推動台灣獨立運動。2012年3月，黃華以健康理由辭任台灣民族黨主席，黨主席補選由莊孟學當選。

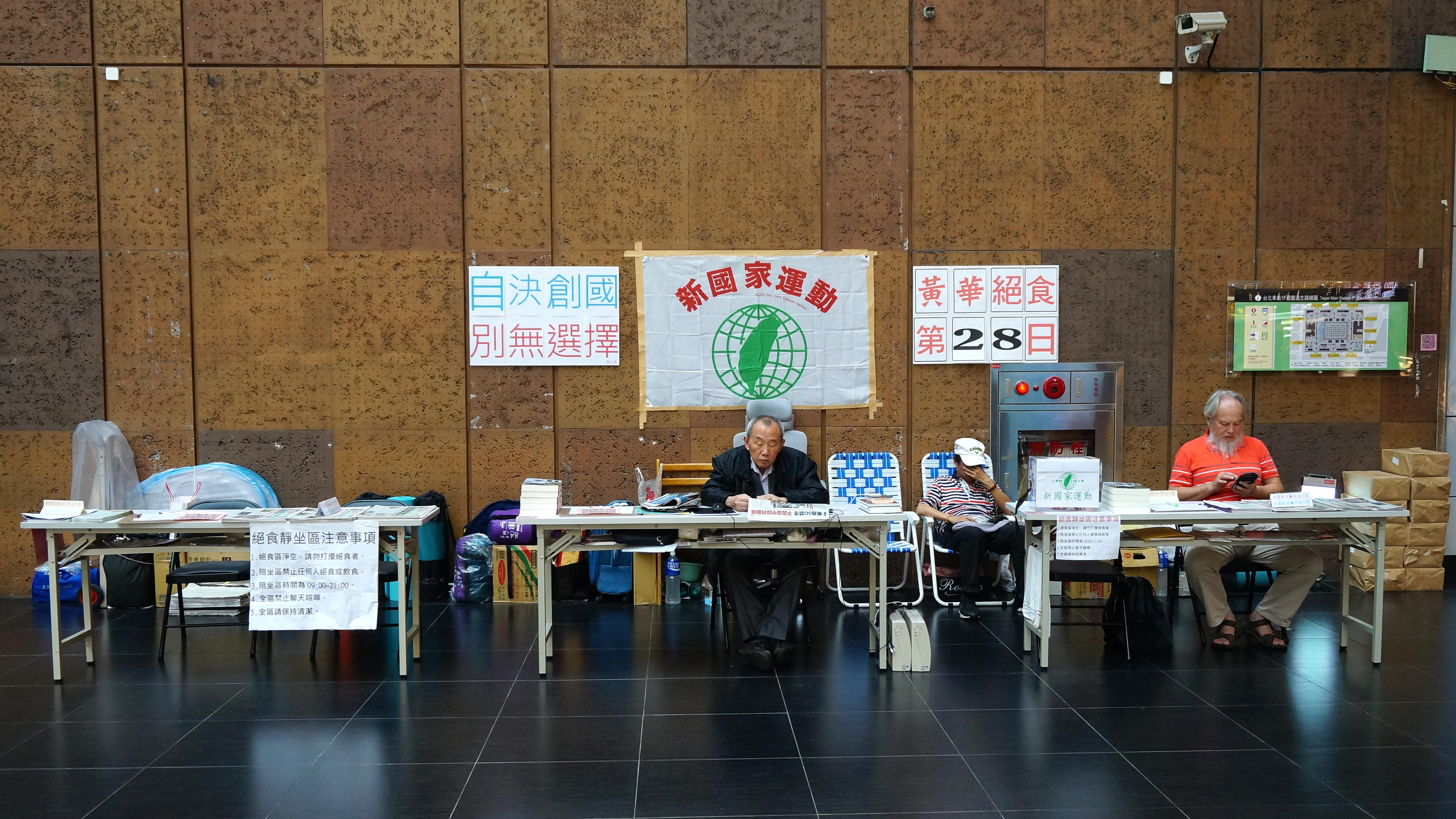
黃華（中）在賴芳徵（右一）的陪同下於臺北車站一樓大廳展開絕食行動

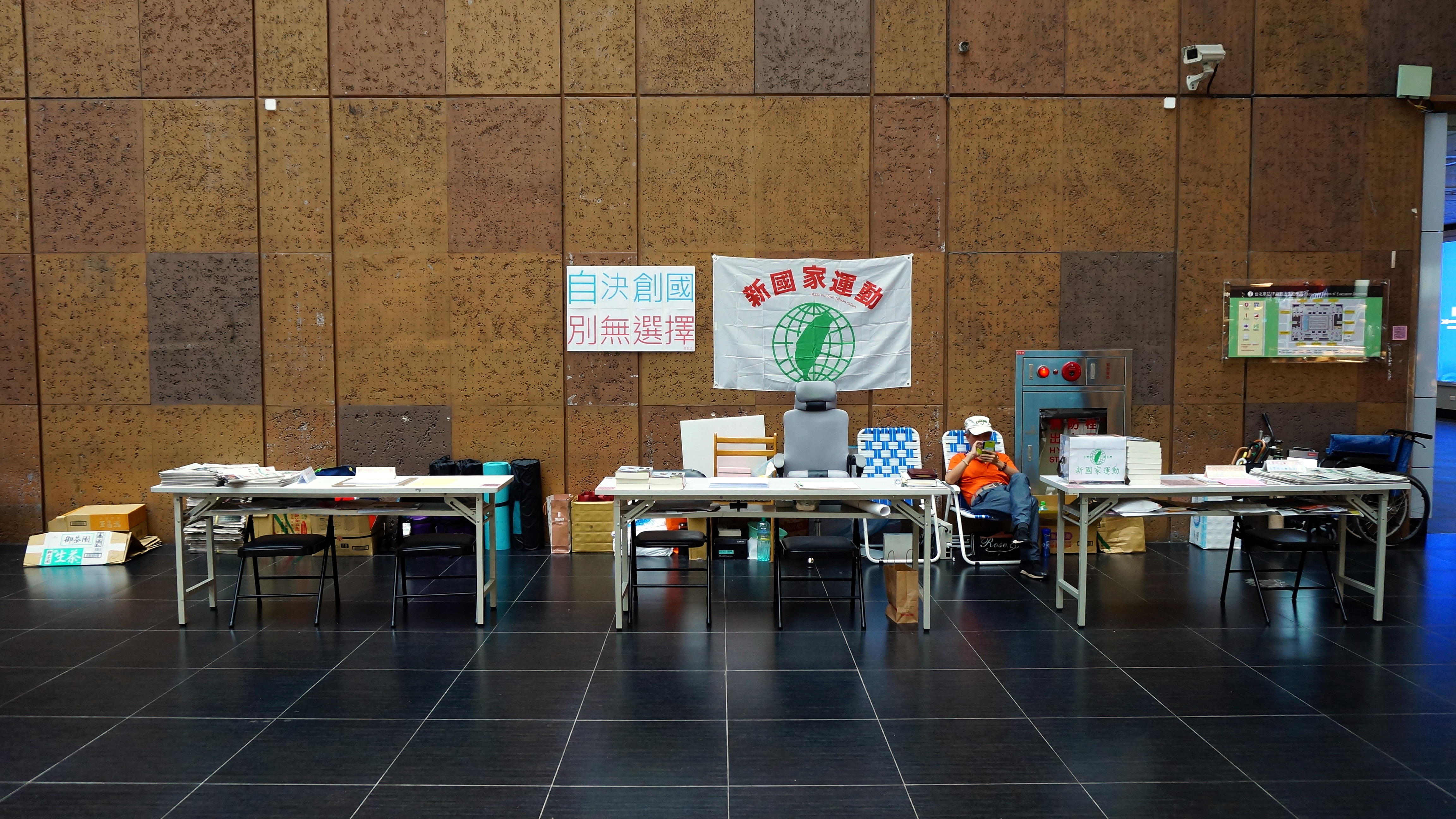
黃華停止絕食後，絕食相關標語已全數撤除

2019年5月19日，黃華於臺北車站一樓大廳展開以絕食方式推動「台灣共和國自決創國運動」，絕食行動由前公投護台灣聯盟執行長賴芳徵策劃。有旅客行經臺北車站目睹絕食行動後認為不妥而向新聞媒體爆料，臺灣鐵路管理局因此被質疑提供重要交通場所給政治運動使用、違反行政中立；臺鐵表示，這是黃華自己闖進來的，臺鐵沒有出借場地。2019年民主進步黨總統提名選舉期間，候選人賴清德曾經前往臺北車站探視黃華；民進黨主席卓榮泰與總統府秘書長陳菊則是在此次初選過後的2019年6月20日傍晚低調探視黃華，但卓陳二人沒有對黃華的訴求作出正面回應。2019年7月9日，卓榮泰與民進黨立法院黨團總召集人柯建銘前往臺北車站探視黄華，在柯建銘的勸說下，黄華決定停止絕食，卓柯二人稍後陪同黄華前往台大醫院就醫，長達52天的絕食行動至此結束。2019年7月10日，黃華的長子黃薪哲在臉書發文，感謝陳菊、卓榮泰與柯建銘費心勸說，同時拜託新聞媒體與名嘴不要挑撥及抹黑民進黨中央黨部。黃華停止絕食後，擔任政經傳媒政論節目《黃sir笑華》主持人，直到2020年1月停播。
2020年6月9日，促進轉型正義委員會宣布撤銷黃華「預備叛亂罪」，是促轉會首次依《促進轉型正義條例》第6條第3項第2款認定普通法院案件為「應予平復司法不法」之刑事有罪判決案件。

## 家庭
黃華的妻子吳寶玉，曾加入民主進步黨，退黨後加入台灣團結聯盟，曾任第15屆桃園縣議員（民主進步黨籍）。黃華的長子黃薪哲，曾任民主進步黨桃園縣黨部第13屆評議委員。黃華的哥哥黃富是醫師，1991年與林永生成立「台灣聯合國同志會」。黃華四弟黃明義，1981年8月22日於遠東航空103號班機空難罹難。